# توماس برداریک
توماس برداریک (به آلمانی: Thomas Brdaric) بازیکن فوتبال و مهاجم اهل آلمان است که از سال ۲۰۰۲ میلادی عضو تیم ملی فوتبال آلمان بوده‌است. وی در ۸ بازی ملی حضور داشته است و آخرین بازی ملی خود را در سال ۲۰۰۴ میلادی انجام داد. برداریک تک گل ملی خود را در مقابل تیم ملی ایران در اکتبر ۲۰۰۴ به ثمر رساند.
از باشگاه‌هایی که در آنها سابقه حضور دارد می‌توان به باشگاه فوتبال هانوفر و باشگاه فوتبال اشتوتگارت اشاره کرد.